# Resistance (chanson)
Pour les articles homonymes, voir Resistance.
Singles de Muse
Undisclosed Desires
(2009) Exogenesis
(2010)
Pistes de The Resistance
Uprising
(01) Undisclosed Desires
(03)
Resistance est une chanson du groupe britannique Muse publiée en 2009. Il s'agit du troisième single de l'album après les chansons Uprising (août 2009) et Undisclosed Desires (novembre 2009) et du 24e single du groupe. Il est enregistré entre fin 2008 et le début 2009 à Milan, en Italie, avec le reste de l’album dans le studio personnel de Matthew Bellamy[réf. nécessaire].
L'annonce de la sortie du single est faite le 11 janvier 2010 accompagnée d'un extrait de la vidéo du single. Il s'agit d'un live enregistré en 2009 lors du Resistance Tour. Il est publié le 22 février 2010 avec deux faces B intitulées Prague et Popcorn. Le format du single est annoncé le 30 janvier. La vidéo est diffusée le 14 janvier 2010 sur MTV.

## Caractéristiques
Resistance commence par une longue introduction au piano puis à la batterie. Puis arrive le chant mélodique. Le refrain est très saccadé et entrainant avec des « chœurs à la Queen[réf. nécessaire]. » Le groupe décrit sa chanson comme ressemblant à New Year's Day de U2[réf. nécessaire]. La chanson est écrite dans la tonalité de La mineur, avec les tons voisins Fa majeur (pour le refrain), Do majeur, Sol majeur, Ré mineur. On peut d'ailleurs remarquer que le début du refrain est joué à la guitare par des arpèges superposés de l'accord Fa majeur (Fa-Fa La- Fa La Do- Fa La Do Fa dans l'ordre, en croches). 
La majeure partie du morceau, dont l'introduction, est inspirée de Dumbledore's Farewell, titre issu de la bande originale du film Harry Potter et le Prince de Sang-Mêlé composé par Nicholas Hooper.
Le thème principal de la chanson est issu du roman 1984, de George Orwell. Il s'agit de la relation, l'histoire d'amour entre Winston et Julia, deux personnages du livre.
Le clip vidéo de Resistance est diffusé pour la première fois le 14 janvier 2010 sur la chaîne MTV. Il s'agit d'un montage du live capté au palais des Sports de Madrid, en Espagne, le 28 novembre 2009. Au tout début du clip, on aperçoit la façade du Zénith de Toulouse.
La chanson atteint la 3e place du Hottest 100 de Triple J en 2009.

## Liste des titres
| CD single | CD single                     | CD single | CD single | CD single | CD single | CD single | CD single | CD single | CD single |
| No        | Titre                         | Durée     |           |           |           |           |           |           |           |
| --------- | ----------------------------- | --------- | --------- | --------- | --------- | --------- | --------- | --------- | --------- |
| 1.        | Resistance                    | 5:46      |           |           |           |           |           |           |           |
| 2.        | Prague (Mega City Four cover) | 3:36      |           |           |           |           |           |           |           |
| 9:22      |                               |           |           |           |           |           |           |           |           |

| 7" vinyl | 7" vinyl                         | 7" vinyl | 7" vinyl | 7" vinyl | 7" vinyl | 7" vinyl | 7" vinyl | 7" vinyl | 7" vinyl |
| No       | Titre                            | Durée    |          |          |          |          |          |          |          |
| -------- | -------------------------------- | -------- | -------- | -------- | -------- | -------- | -------- | -------- | -------- |
| 1.       | Resistance                       | 5:46     |          |          |          |          |          |          |          |
| 2.       | Popcorn (Gershon Kingsley cover) | 2:25     |          |          |          |          |          |          |          |
| 8:11     |                                  |          |          |          |          |          |          |          |          |

| Téléchargement numérique | Téléchargement numérique  | Téléchargement numérique | Téléchargement numérique | Téléchargement numérique | Téléchargement numérique | Téléchargement numérique | Téléchargement numérique | Téléchargement numérique | Téléchargement numérique |
| No                       | Titre                     | Durée                    |                          |                          |                          |                          |                          |                          |                          |
| ------------------------ | ------------------------- | ------------------------ | ------------------------ | ------------------------ | ------------------------ | ------------------------ | ------------------------ | ------------------------ | ------------------------ |
| 1.                       | Resistance                | 5:46                     |                          |                          |                          |                          |                          |                          |                          |
| 2.                       | Resistance (radio edit)   | 3:55                     |                          |                          |                          |                          |                          |                          |                          |
| 3.                       | Resistance (Tiësto remix) | 8:10                     |                          |                          |                          |                          |                          |                          |                          |
| 17:51                    |                           |                          |                          |                          |                          |                          |                          |                          |                          |

| Téléchargement numériqueB-side bundle | Téléchargement numériqueB-side bundle | Téléchargement numériqueB-side bundle | Téléchargement numériqueB-side bundle | Téléchargement numériqueB-side bundle | Téléchargement numériqueB-side bundle | Téléchargement numériqueB-side bundle | Téléchargement numériqueB-side bundle | Téléchargement numériqueB-side bundle | Téléchargement numériqueB-side bundle |
| No                                    | Titre                                 | Durée                                 |                                       |                                       |                                       |                                       |                                       |                                       |                                       |
| ------------------------------------- | ------------------------------------- | ------------------------------------- | ------------------------------------- | ------------------------------------- | ------------------------------------- | ------------------------------------- | ------------------------------------- | ------------------------------------- | ------------------------------------- |
| 1.                                    | Resistance (Tiësto remix)             | 8:10                                  |                                       |                                       |                                       |                                       |                                       |                                       |                                       |
| 2.                                    | Popcorn (Gershon Kingsley cover)      | 2:25                                  |                                       |                                       |                                       |                                       |                                       |                                       |                                       |
| 3.                                    | Prague (Mega City Four cover)         | 3:36                                  |                                       |                                       |                                       |                                       |                                       |                                       |                                       |
| 14:51                                 |                                       |                                       |                                       |                                       |                                       |                                       |                                       |                                       |                                       |

## Classements hebdomadaires
| Classement (2010)              | Meilleure position |
| ------------------------------ | ------------------ |
| Canada (Canadian Hot 100)      | 91                 |
| Écosse (OCC)                   | 33                 |
| États-Unis (Alternative Songs) | 1                  |
| Royaume-Uni (UK Singles Chart) | 38                 |
| Royaume-Uni (UK Rock Chart)    | 1                  |